# 杰米斯·哈萨比斯
德米斯·哈萨比斯爵士，CBE，FREng，FRSA（英語：Sir Demis Hassabis，1976年7月27日—），英国人工智能研究者、电子游戏设计者。
2024年，他因蛋白质結構预测領域的貢獻获得诺贝尔化学奖。

## 早年生活
哈萨比斯出身於北倫敦，父亲为希腊裔塞浦路斯人，母亲为新加坡华裔。年幼的哈萨比斯是位国际象棋神童，在13岁便已经获得国际象棋大师的头衔，在14歲以下棋手中，德米斯的等级分為2300，僅次於波尔加·朱迪的2335分。他在19歲才開始學圍棋。

## 教育
1997年在剑桥大学女王学院获计算机科学学士学位。毕业后加入Lionhead Studios工作一年，之后创立了Elixir Studios，该工作室一直运作到2005年。2009年获倫敦大學學院認知神經科學博士学位。他也是多篇高影響期刊，例如發表PNAS上的一篇有關腦部受損研究的共同作者。

## 事業
1993年至1994年期间曾就职于游戏公司牛蛙制作。2011年参与创立DeepMind Technologies，后并入谷歌。哈萨比斯领导DeepMind研发了围棋软件AlphaGo。哈萨比斯目前是圍棋業餘初段。2018年12月，DeepMind開發的AlphaFold赢得了第13届CASP。